# Museo archeologico nazionale di Parma
Il Museo archeologico nazionale di Parma è situato in piazza della Pilotta a Parma, nell'ala sud-occidentale del palazzo della Pilotta; fondato nel 1760, è uno dei primi musei archeologici sorti nel territorio italiano.

## Storia
In seguito alla fortuita scoperta nel 1747 di alcuni frammenti di una tavola bronzea d'epoca romana a Velleia, nel 1760 il duca di Parma Filippo di Borbone intraprese una campagna di scavi archeologici, che permise di portare subito alla luce il foro cittadino; le ricerche consentirono di rinvenire anche una serie di pregevoli reperti, che il Duca fece portare a Parma, fondando così, all'interno di un piccolo edificio adiacente al complesso della Pilotta, il Ducale Museo di Antichità.
La collezione si arricchì presto di nuovi materiali, provenienti sia dagli scavi di Velleia, che nella prima fase proseguirono fino al 1765, sia dal sito di Luceria, che, all'epoca appartenente al ducato di Parma e Piacenza, fu portato alla luce a partire dal 1776; altri pezzi, già appartenuti ai Farnese e ai Gonzaga, giunsero rispettivamente dal colle Palatino di Roma e da Guastalla.
Nel 1803, in epoca napoleonica, i reperti di maggior valore furono traslati a Parigi, ma dopo la Restaurazione furono restituiti al museo.
Nei decenni seguenti, la duchessa Maria Luigia arricchì ulteriormente il museo con nuovi materiali, in parte provenienti da Velleia, ove promosse una nuova campagna, e in parte dalla città di Parma, ove furono rinvenuti nel corso di scavi vari monumenti d'epoca romana; altri reperti giunsero grazie all'acquisto di monete, oggetti e ceramiche d'epoca greca, etrusca, italiota ed egizia, su iniziativa della Duchessa, che nel 1817 decise di spostare il museo nella sua sede definitiva, all'interno del palazzo della Pilotta.
Dopo l'Unità d'Italia, nel 1866 le dodici statue in marmo provenienti dalla basilica di Velleia, fino ad allora conservate nella vicina galleria, furono spostate nel museo d'Antichità; l'anno seguente il nuovo direttore Luigi Pigorini creò il primo nucleo della sezione preistorica, che presto si arricchì anche grazie alle ricerche di Pellegrino Strobel.
Nel 1965 il museo fu riallestito su due sezioni, corrispondenti a due diversi livelli dell'ala sud-occidentale del palazzo della Pilotta.
Nel 2009 la sezione dedicata all'Antico Egitto si arricchì grazie all'acquisizione in comodato della collezione Magnarini di scarabei, acquistata dalla Fondazione Cariparma l'anno precedente.

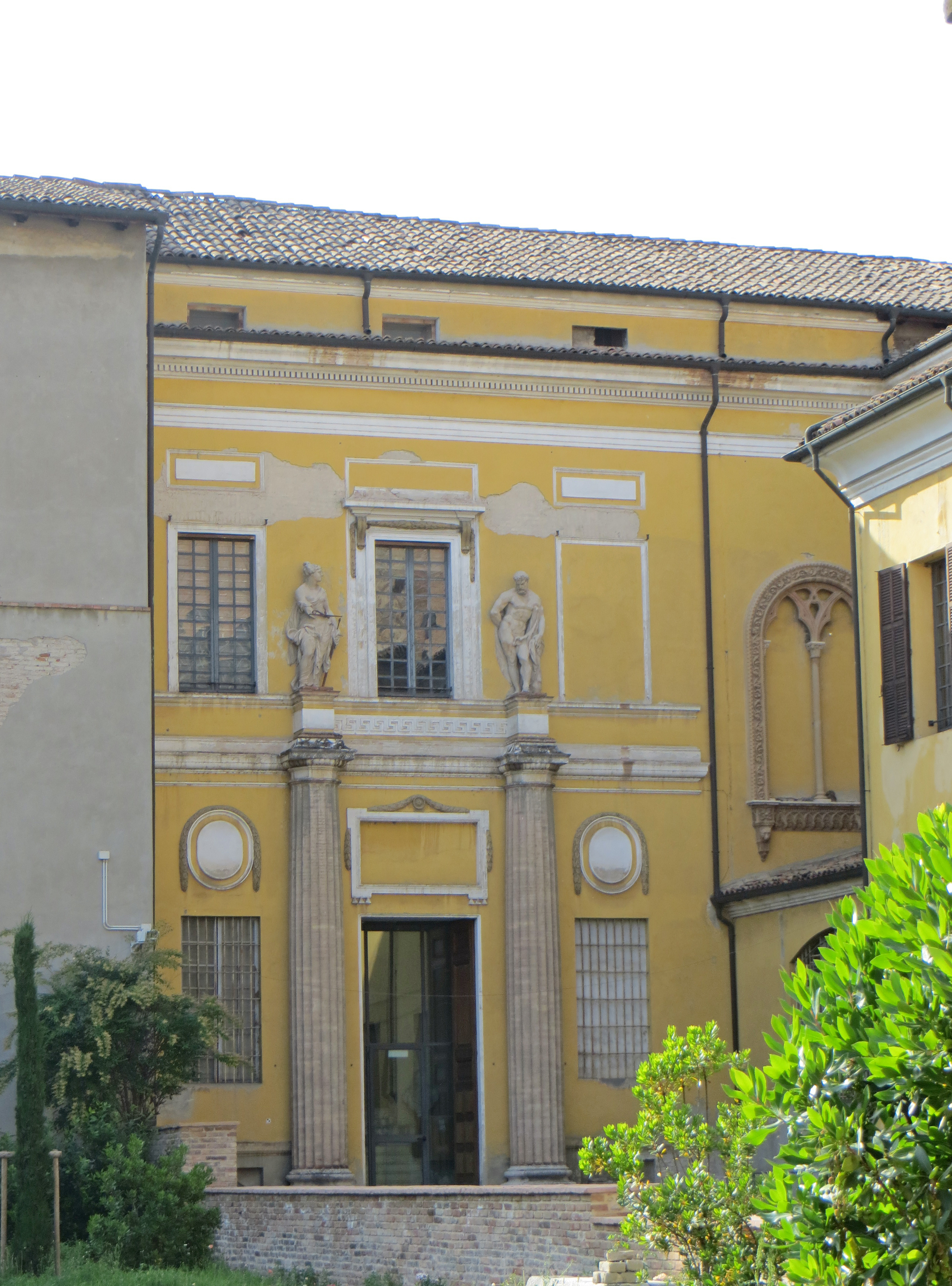
L'ex tribunale del Petitot nel cortile della Cavallerizza

Nel 2017 furono avviati i lavori di ristrutturazione dell'Ala Nuova, per volere del direttore Simone Verde; il cantiere riguardò il restauro delle facciate sul cortile della Cavallerizza, progettate dall'architetto di Corte Ennemond Alexandre Petitot, e la creazione di nuove sale del museo: l'ampia sala delle ceramiche, in cui fu riportato alla luce l'antico soffitto ligneo a cassettoni, e le sale egizie, che furono ricavate da ambienti precedentemente occupati da uffici; le opere furono completate quattro anni dopo e il 22 dicembre 2021 ebbe luogo la cerimonia di inaugurazione. Anche le vecchie sezioni del museo, chiuso al pubblico dal 2019, furono completamente risistemate e riallestite; al termine dei lavori, il 10 novembre 2023 si svolse la cerimonia di inaugurazione alla presenza del ministro della cultura Gennaro Sangiuliano.

## Percorso espositivo
Il museo si articola in una serie di sezioni espositive.

### Collezioni storiche

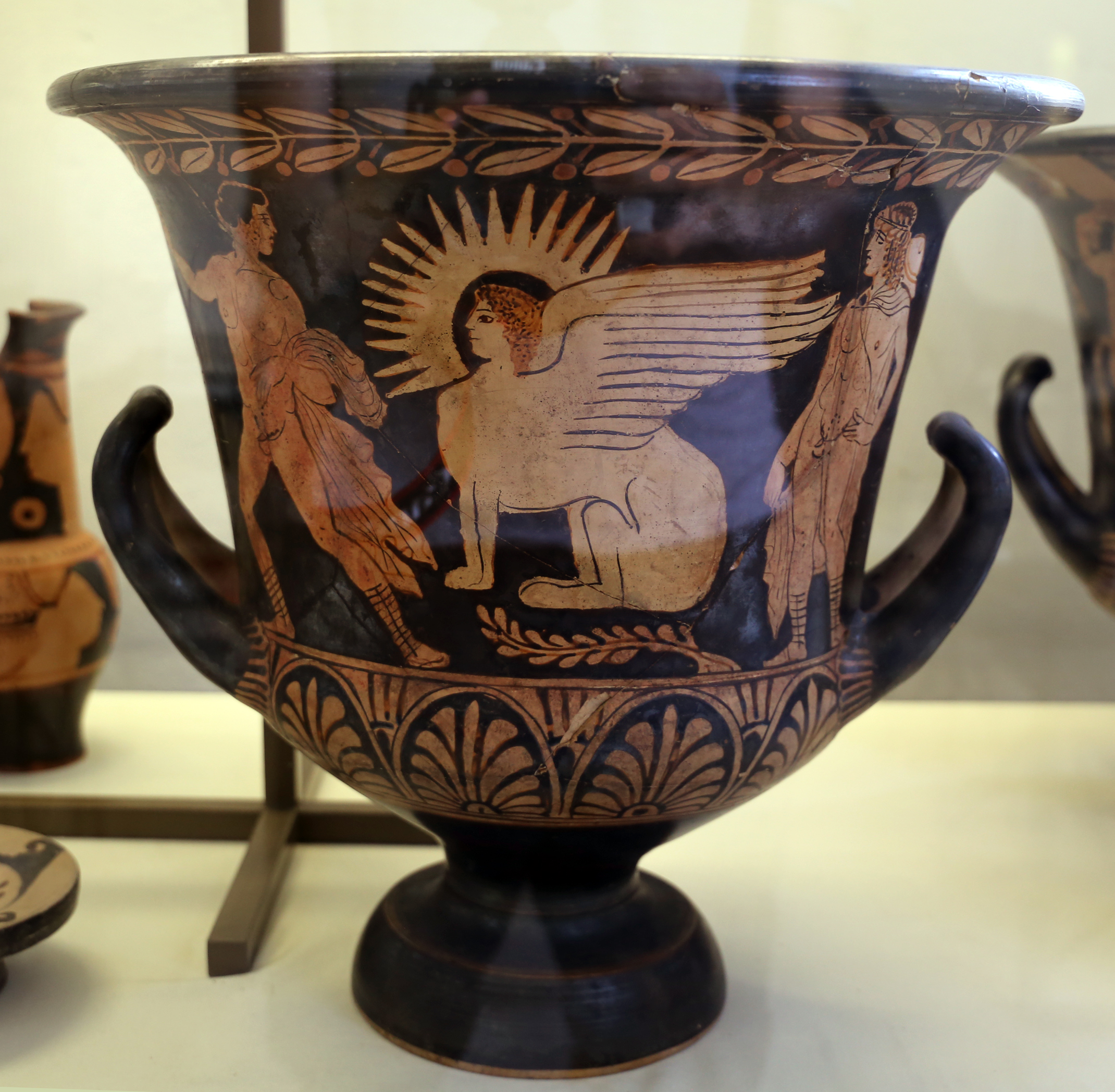
Cratere a calice etrusco proveniente da Poggio Sommavilla, databile al 410 a.C. circa

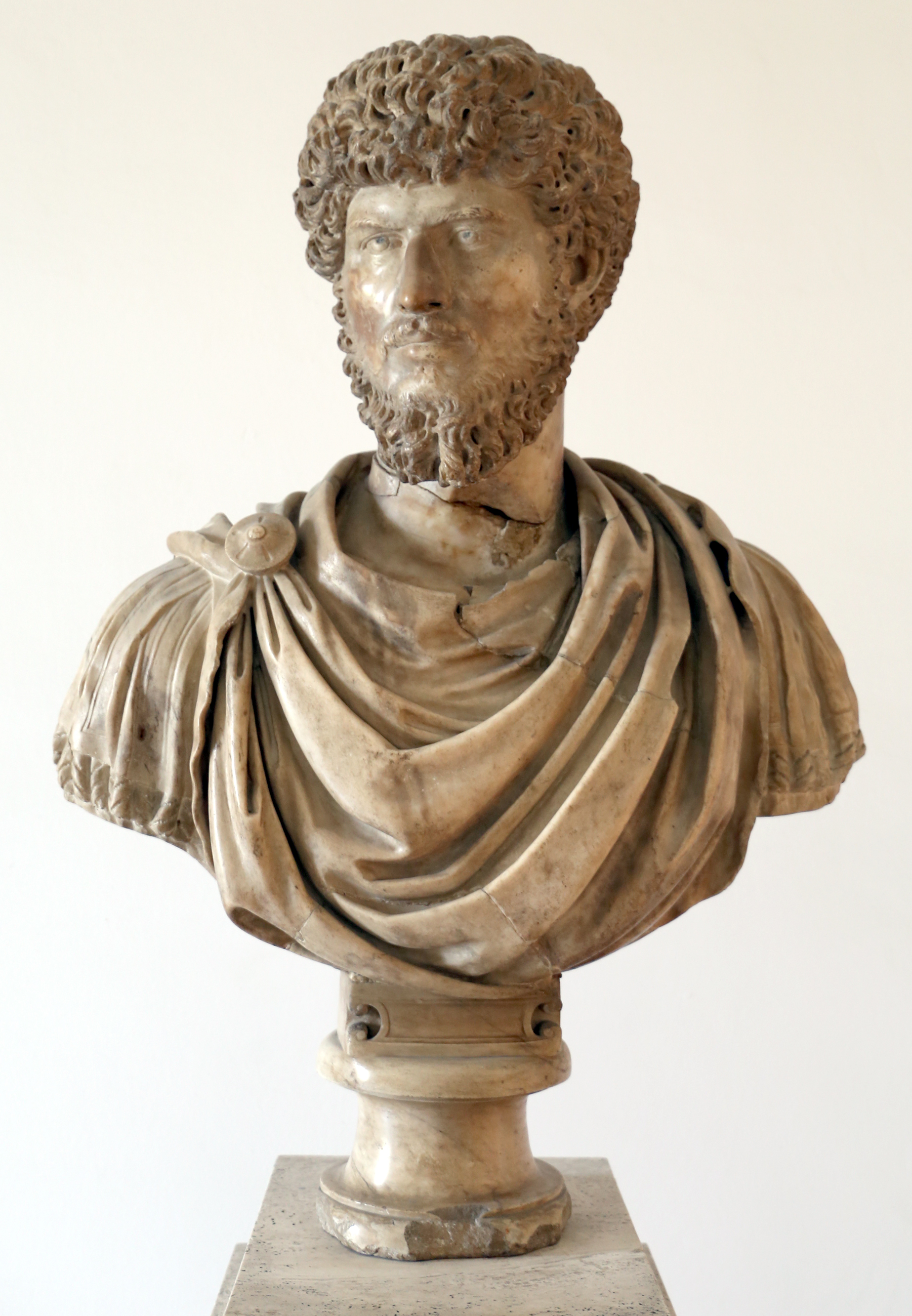
Busto di Lucio Vero del 161-169 circa

La sezione delle collezioni storiche, esposta in gran parte nella sala delle ceramiche, riunisce materiali raccolti dal museo tra il XVIII e il XIX secolo e provenienti da territori esterni al Parmense: gli oggetti d'epoca greca ed etrusca furono acquistati in gran parte dopo il 1830, durante la direzione di Michele Lopez; i marmi d'età romana, comprendenti una testa di Zeus (collocata di fronte al teatro Farnese), una copia del Satiro flautista di Lisippo, un torso di Eros, una grande testa di Giove Serapide e un busto di Lucio Vero, furono prevalentemente acquisiti nei decenni precedenti dalle collezioni Farnese di Roma e Gonzaga di Guastalla; i materiali paleocristiani, costituiti da lapidi funerarie e manufatti tardoromani, furono acquistati in più riprese.
Al centro della sala, dominata dal soffitto a cassettoni lignei, è posto un grande tavolo antico, recuperato nel corso del restauro dell'Ala Nuova; sul piano sono collocate, all'interno di teche in vetro, numerose ceramiche d'epoca greca, etrusca, italiota e romana; tra gli oggetti esposti, spiccano alcune anfore dipinte etrusche rinvenute a Vulci e vasi italioti provenienti dall'antica Apulia.
Lungo la corta parete settentrionale sono poste quattro vetrine, contenenti altri oggetti d'età etrusca, tra cui vari bronzi, specchi, statuette e terrecotte. Il lato occidentale, aperto sul Lungoparma attraverso cinque finestroni, accoglie quattro statue romane marmoree, collocate su piedistalli. Sul breve fianco meridionale, tra due porte delimitate da stipiti modanati e architravi in rilievo, è posizionata una vetrina, al cui interno è esposto un bassorilievo di Oceano. Infine, la lunga parete orientale ospita, su alti basamenti, cinque busti e una testa in marmo d'epoca romana, situati ai lati e in mezzo a due porte anch'esse decorate con cornici.

### Antico Egitto

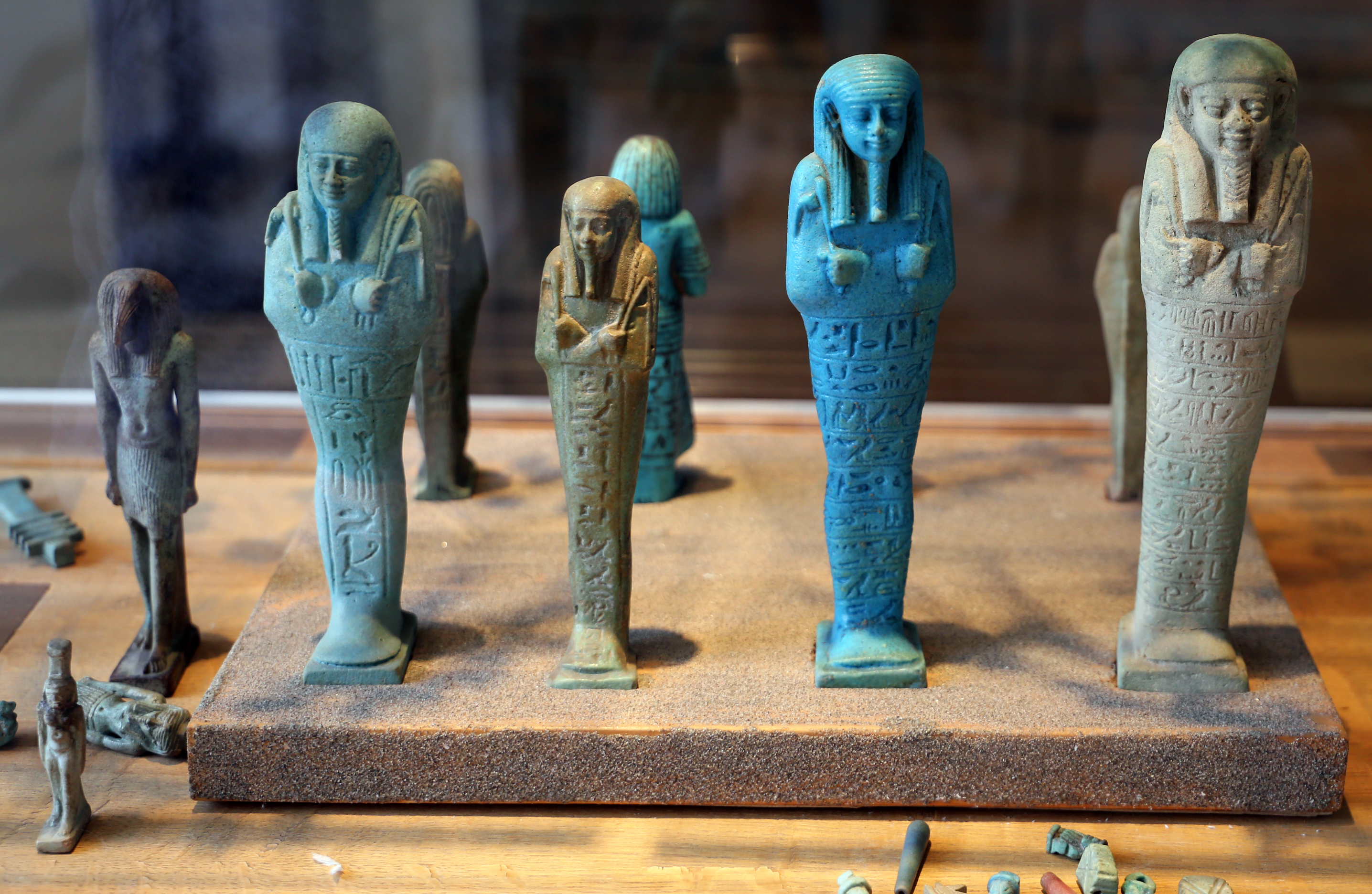
Statuette e ushabti d'epoca tolemaica

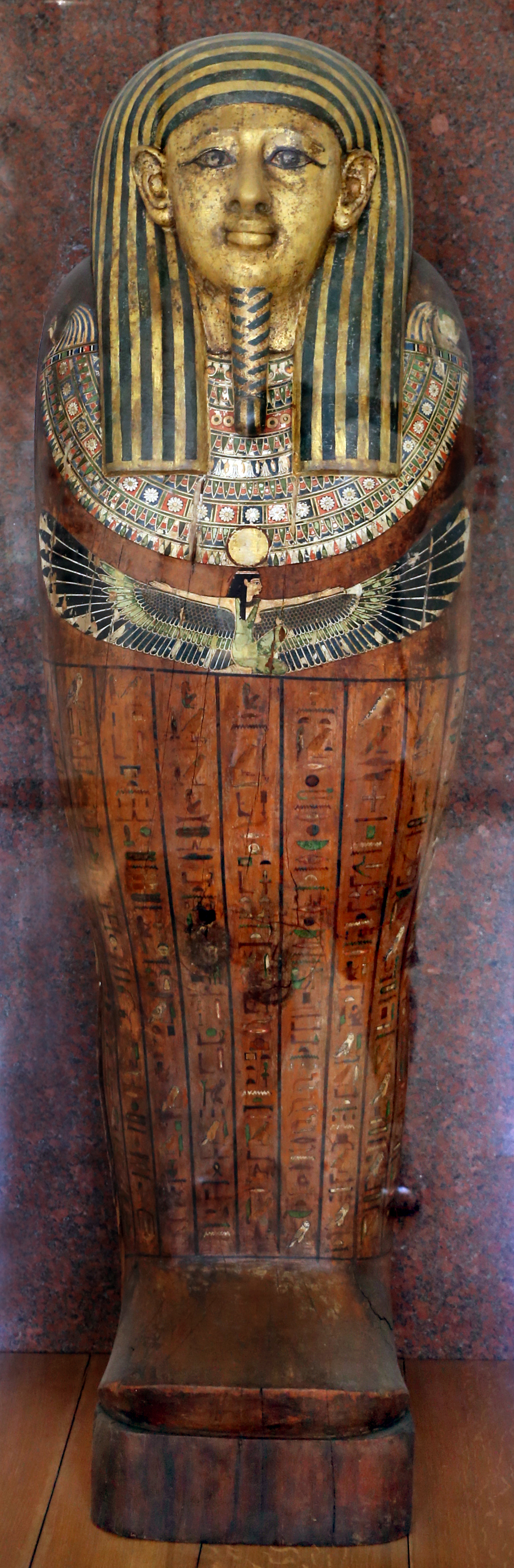
Sarcofago di Shepsesptah, risalente alla XXVI dinastia

La sezione dell'Antico Egitto, esposta in gran parte nelle sale egizie, riunisce materiali raccolti nel museo prevalentemente durante il governo di Maria Luigia, a partire dalla donazione, nel 1826, di alcuni oggetti da parte del pittore Giuseppe Molteni, cui seguì, due anni dopo, l'acquisto di alcuni scarabei da Pietro Gennari. Nel 1830 il direttore Michele Lopez, su finanziamento della Duchessa, comprò dal viaggiatore Francesco Castiglioni 44 oggetti, tra cui il sarcofago del sacerdote Shepsesptah, creando così la sezione aggiunta di Antichità Egiziane del Ducale Museo di Antichità. La collezione si arricchì due anni dopo di altri reperti, acquistati ancora da Castiglioni e da Giuseppe Scaglioni. Nel 1845 Lopez comprò, grazie a nuove sovvenzioni di Maria Luigia, un altro consistente gruppo di manufatti dal mercante Claude Marguier. Dopo la morte della Duchessa, il museo non acquistò più oggetti d'arte egizia, ma grazie ad alcune donazioni la collezione si accrebbe ancora; il reperto più importante, la mummia con sarcofago del dignitario tolemaico Osoreris, fu regalato nel 1885 al direttore Giovanni Mariotti dal deputato Pietro Delvecchio. Infine nel 2009 pervennero al museo i 429 scarabei della collezione Magnarini, ceduti in comodato dalla Fondazione Cariparma alla Soprintendenza per i Beni Architettonici e Paesaggistici per le Province di Parma e Piacenza.

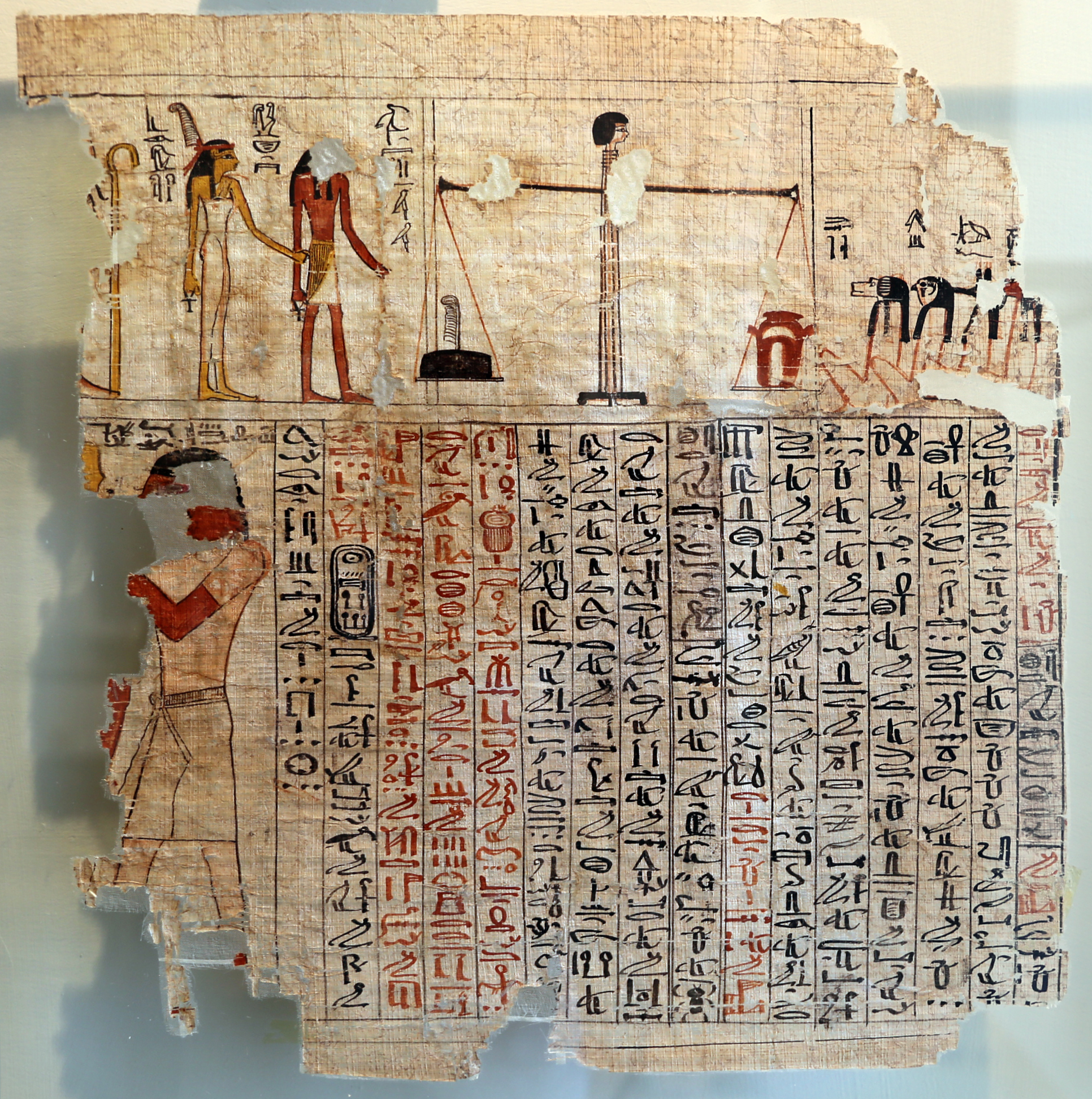
Papiro geroglifico funerario di Amenothes, risalente alla XVIII dinastia

La collezione risulta così costituita da circa 200 reperti, comprendenti i sarcofaghi del sacerdote Shepsesptah, del dignitario Mesehiu e del dignitario Osoreris, parti consistenti dei papiri geroglifici funerari del dignitario Amenothes e del dignitario Harimuthes, un frammento di rilievo calcareo di Amenemone, una mummia di gatto, numerosi vasi canopi, vari ushabti e alcuni bronzetti, cui si aggiungono le centinaia di scarabei della collezione Magnarini.
Le due sale, restaurate sul modello delle antiche tombe egizie, sono coperte da volte a botte dal colore blu come il cielo notturno e sono raggiungibili attraverso un basso corridoio, simile alla necropoli di Tebe; i due ambienti espongono, all'interno di una serie di vetrine e di nicchie parietali, i principali reperti della collezione, a partire dai disegni dipinti ad acquerello e dagli scritti, donati da Maria Luigia, del resoconto della spedizione effettuata nel 1828 dall'egittologo Ippolito Rosellini con l'archeologo Jean François Champollion.
Elemento di spicco della sezione, grazie alle condizioni ottimali di conservazione, è il sarcofago di Shepsesptah, risalente alla XXVI dinastia; il manufatto ligneo finemente scolpito mantiene intatto il rivestimento a foglia d'oro sul volto, le pitture sul petto, raffiguranti una grande collana e, poco più in basso, la dea Nut con le ali spiegate, e le colonne di geroglifici del Libro dei morti sulla parte inferiore.
Degna di nota, in quanto considerata per varietà e ampiezza una delle più importanti in Europa, è anche la collezione Magnarini, creata da Franco Magnarini a partire da un primo nucleo di circa 60 esemplari e dichiarata nel 2000 d'"eccezionale interesse artistico" dal Ministero per i beni e le attività culturali; essa include 429 scarabei sigillo, 80 dei quali reali, ossia incisi col sigillo dei faraoni; gli oggetti, realizzati in steatite, lapislazzulo, corniola e pasta colorata e invetriata, risalgono a epoche diverse, comprese all'incirca tra il 2100 a.C. e il 525 a.C., e si aggiungono ai 20 esemplari già appartenenti al museo, di cui 2 reali e 7 del cuore, ossia utilizzati nelle sepolture.

### Medagliere
Il medagliere, esposto in due sale del primo piano, riunisce monete di tutte le epoche, raccolte nel museo fin dalle sue origini, quando durante gli scavi di Velleia furono rinvenuti alcuni esemplari d'argento e di bronzo d'età romana, cui si aggiunsero, a partire dal 1776, i pezzi riportati alla luce a Luceria. Solo pochi anni dopo, nel 1781, il patrimonio numismatico si arricchì significativamente grazie al rinvenimento, nelle vicinanze di Chiaravalle della Colomba, di una consistente quantità di monete romane. Nel 1795 il museo acquistò 563 denari d'argento d'età carolingia ritrovati a Guardamiglio, all'epoca appartenente al ducato di Parma e Piacenza. In seguito, nel 1821, durante gli scavi per la realizzazione del teatro Regio, fu rinvenuto un importante tesoro in aurei e in monili d'oro risalenti all'età giulio-claudia, che furono aggiunti al patrimonio museale, pur senza entrare a far parte del medagliere. Quest'ultimo si incrementò notevolmente in particolar modo dopo la nomina del direttore Michele Lopez nel 1825, grazie alla duchessa Maria Luigia, che contribuì sia tramite la donazione di medaglie celebrative, monete e testi, sia tramite ripetuti finanziamenti volti all'acquisto di raccolte numismatiche private di ogni epoca; fu così che pervennero al museo, tra il 1833 e il 1840, circa 9000 pezzi, dai medaglieri Bissi di Piacenza, Castiglioni di Livorno, Rossini di Parma, Caccia di Cremona, Beffa di Mantova, Benucci di Roma e Strozzi di Firenze, cui si aggiunsero le donazioni di altri cittadini. Per accogliere il medagliere, nel 1843 il direttore fece realizzare una nuova sala, facendo inserire nel pavimento un mosaico romano e facendo affrescare la volta a padiglione dal pittore di Corte Francesco Scaramuzza. Dopo la morte della Duchessa, i ridotti finanziamenti non consentirono più l'acquisto di altre collezioni private, ma il medagliere continuò ad arricchirsi grazie a nuovi rinvenimenti nel corso di scavi, il più importante dei quali nel 1962 in via Mazzini, che consentì di riportare alla luce centinaia di solidi del IV secolo. Per questo, nel 1965, nel corso del riallestimento del museo, la sezione numismatica fu spostata in due ampie sale, una delle quali chiusa al pubblico. Tuttavia, nel giro di pochi anni l'esposizione si rese inadeguata, a causa anche di altre cospicue acquisizioni e di alcuni furti, e pertanto si resero indispensabili una catalogazione dei materiali in possesso del museo e un nuovo riallestimento, che fu completato solo nel 2018, con la riapertura al pubblico delle sale e l'esposizione in vetrine parietali.

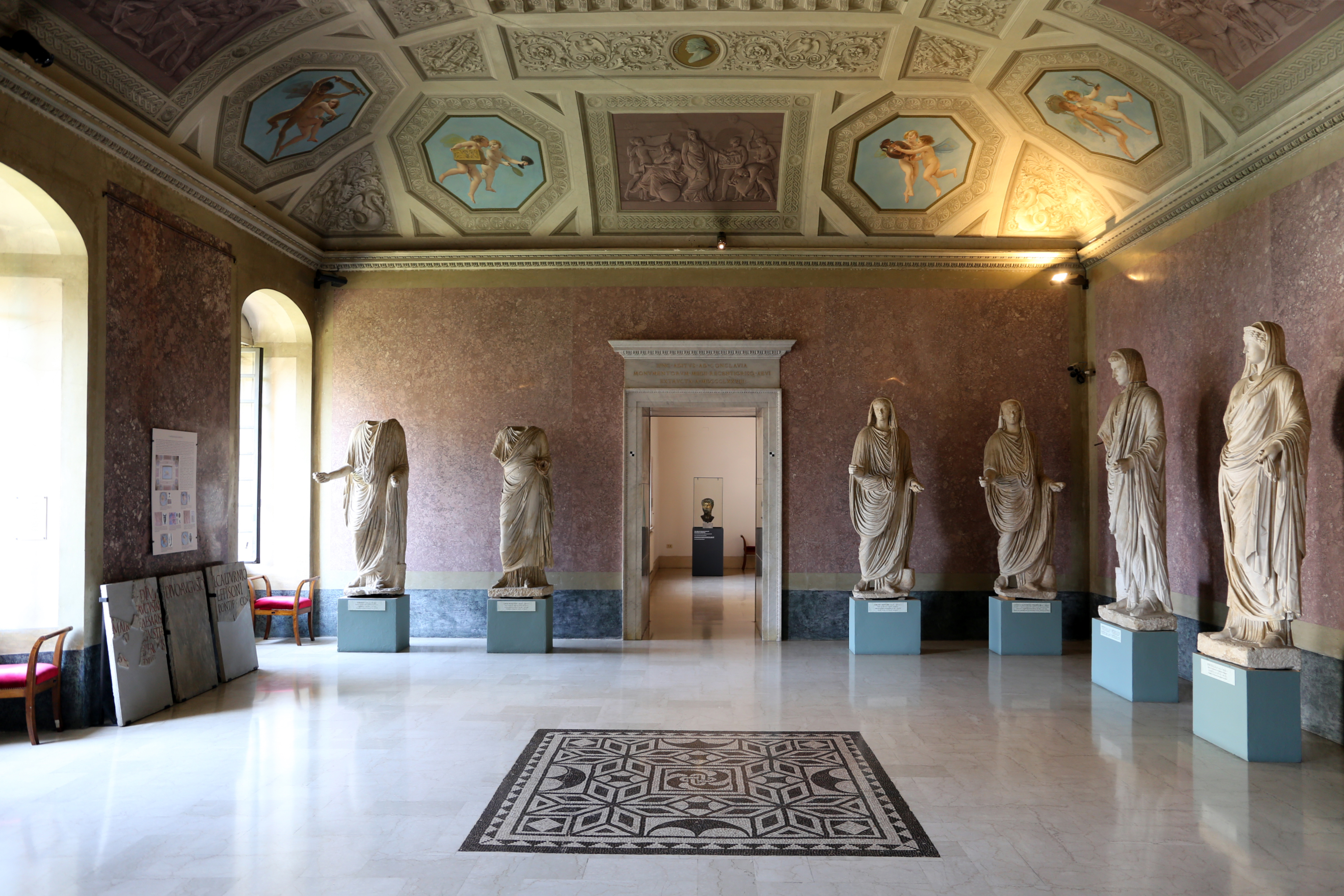
Antica sala delle Medaglie

Il medagliere risulta così costituito da circa 23500 pezzi, dall'epoca greca a quella contemporanea, che ne fanno, per qualità e completezza, una delle collezioni più importanti in Italia. La collezione è suddivisa in alcune sezioni; la "greca" raccoglie circa 4850 esemplari, di cui 3200 greci, sicelioti, italioti e italici, cui si aggiungono circa 1300 pezzi romani provinciali e 300 iberici, celtici, punici e persiani; la "romana repubblicana" è costituita da 1050 monete, databili tra il III secolo a.C. e il 31 a.C.; la "romana imperiale" è formata da più di 6800 esemplari, risalenti al periodo compreso tra l'insediamento dell'imperatore romano Augusto e la morte dell'imperatore romano d'Oriente Zenone; la "bizantina e barbarica" è composta da circa 400 monete, di cui 40 barbariche e 360 bizantine, databili tra la nomina dell'imperatore bizantino Anastasio I e il Basso Medioevo; la "medievale e moderna" raccoglie oltre 5250 pezzi, databili tra l'epoca longobarda e l'età contemporanea; alle precedenti sezioni si aggiungono oltre 3150 medaglie dal XV secolo all'età contemporanea, 800 coni e punzoni e quasi 300 sigilli, oltre a ulteriori 700 pezzi di diversa natura.
In aggiunta, sono conservati quattro tesoretti, portati alla luce durante scavi fortuiti: quello scoperto nel 1821 durante la realizzazione del teatro Regio, costituito da 33 aurei e 14 monili d'oro d'età imperiale; quello rinvenuto nel 1962 nel corso di scavi in via Mazzini, composto da 261 solidi del IV secolo; quello ritrovato nel 1972 a Cortemaggiore durante alcuni lavori effettuati dall'Agip, formato da 3 denari e 595 antoniniani del III secolo; quello scovato nel 2011 durante la realizzazione di un parcheggio sotto l'ex scuola De La Salle, costituito da 290 monete medievali di vari Stati, italiani e non. A questi si sommano altri ritrovamenti, i più importanti dei quali quello scoperto tra il 2010 e il 2012 durante i lavori di costruzione del parcheggio sotterraneo di piazza Ghiaia, composto da 3500 pezzi tra monete e oggetti vari risalenti a un periodo compreso tra il III secolo a.C. e il II secolo d.C., e quello ritrovato nel 2012 nel corso di alcuni scavi nel territorio comunale di Berceto, non lontano dal monte Valoria, formato da 286 monete e 32 frammenti databili tra il IV secolo a.C. e il V secolo d.C.

### Preistoria

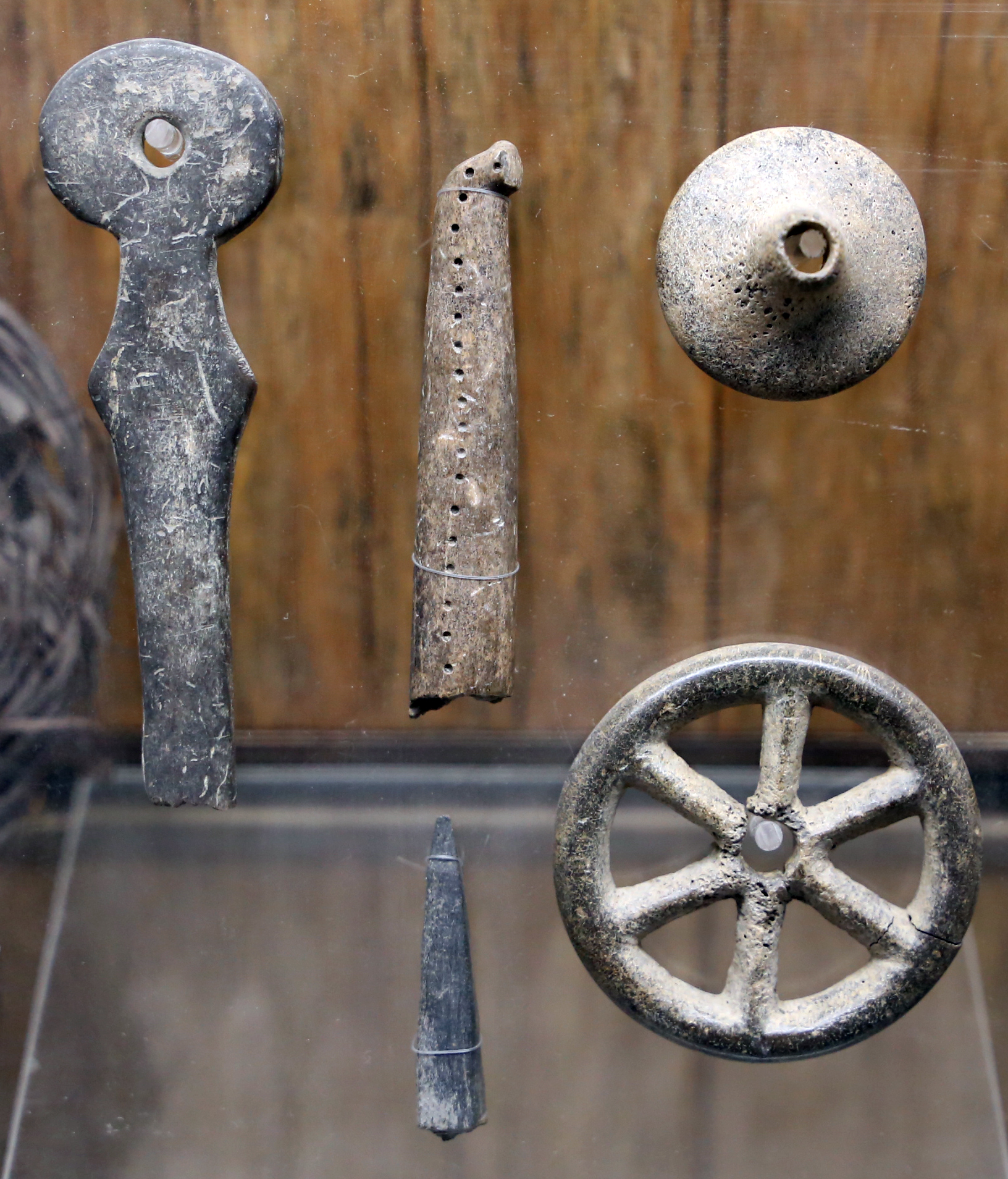
Manufatti risalenti all'età del bronzo

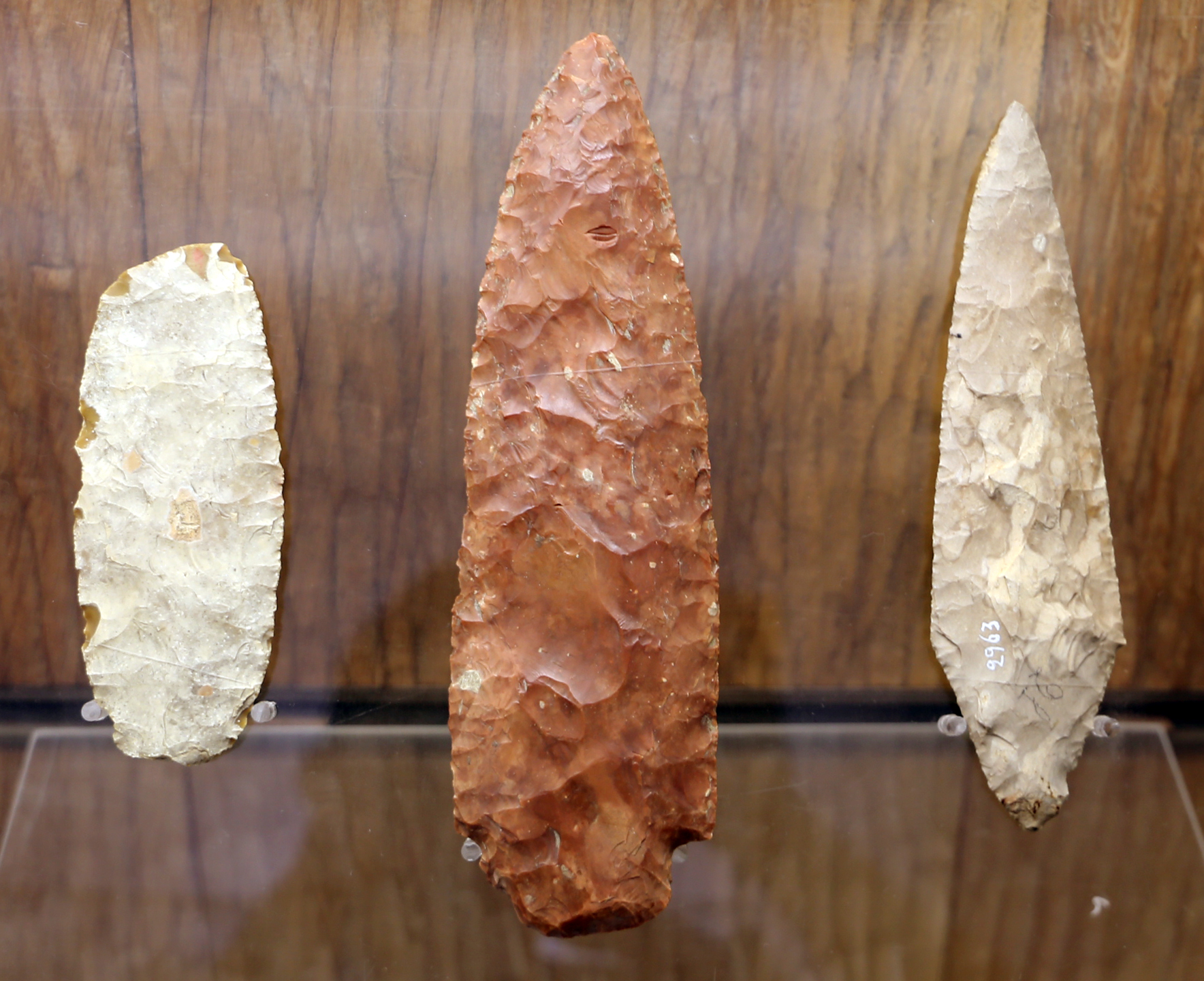
Punte di selce databili all'età del rame

La sezione della preistoria, esposta in varie sale del piano terreno, riunisce materiali risalenti a un periodo compreso tra il Paleolitico e l'età del bronzo, raccolti a partire dall'insediamento nel 1867 del successore di Michele Lopez, Luigi Pigorini; il nuovo direttore, studioso di paletnologia, concentrò le proprie attenzioni soprattutto sulla civiltà terramaricola, di cui, insieme a Pellegrino Strobel, nel 1860 aveva rinvenuto le prime tracce di un villaggio a Castione Marchesi e nel 1864 a Gaione; altri materiali giunsero in seguito alla scoperta, nel 1871, di un'altra terramara a Quingento di San Prospero. Nei decenni successivi, nuovi reperti furono acquisiti dal museo grazie al ritrovamento di siti archeologici a Parma e nei suoi dintorni, soprattutto durante la direzione, iniziata nel 1991, di Maria Bernabò Brea, che concentrò le proprie ricerche sull'età del bronzo e riallestì la sezione preistorica.

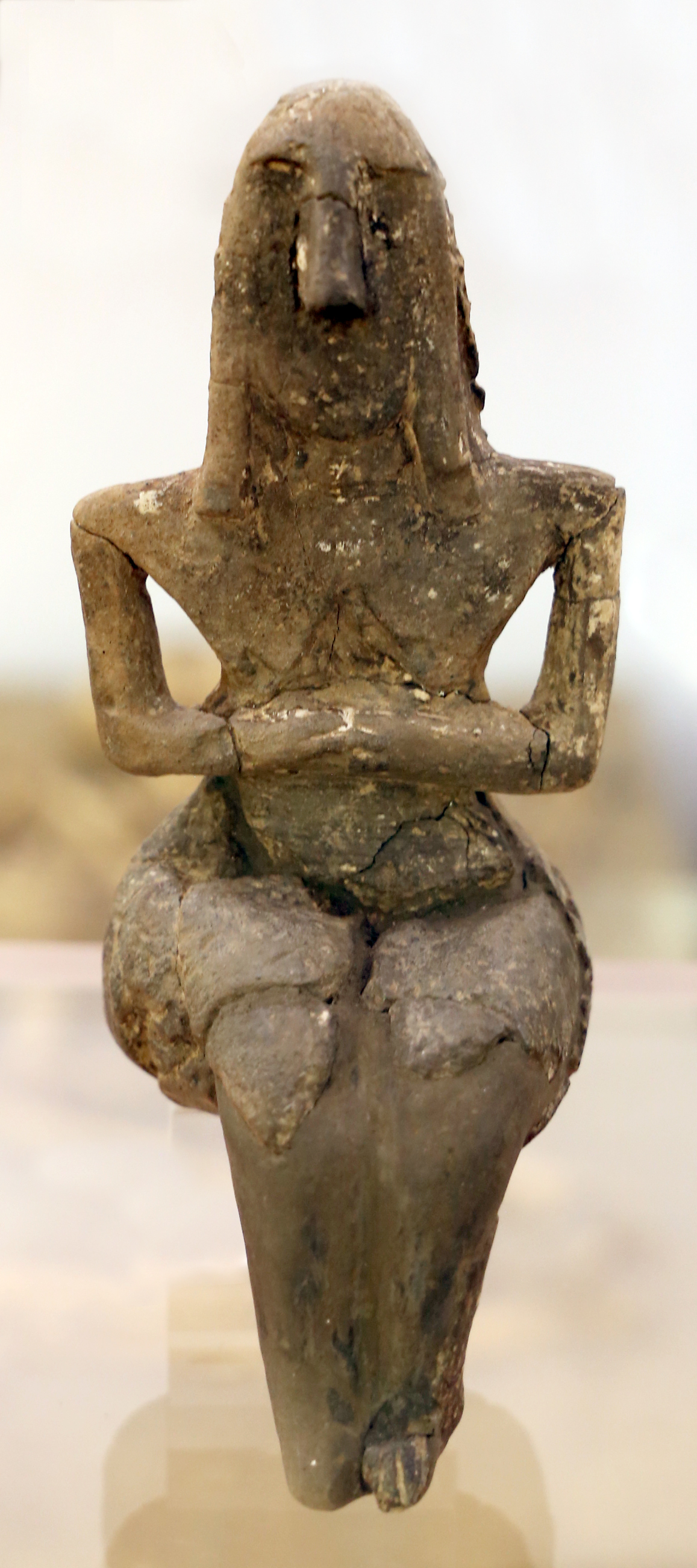
Statuetta di Vicofertile, databile alla metà del V millennio a.C.

L'esposizione prende avvio dagli utensili del Paleolitico rinvenuti da Pellegrino Strobel, tra cui compare una serie di lame e punte. Segue la sezione dedicata al Neolitico, che raccoglie numerosi oggetti, comprese varie asce, provenienti da necropoli e villaggi scoperti nel Parmense; in particolare, alla cultura dei vasi a bocca quadrata appartengono i reperti portati alla luce nelle necropoli di Gaione e Vicofertile. L'età del bronzo occupa poi una porzione importante, grazie all'abbondanza di manufatti provenienti dalla zona; all'età del bronzo antica appartengono vari reperti lignei provenienti dal villaggio di Castione Marchesi, mentre all'età del bronzo media risalgono i numerosi oggetti rinvenuti nelle terramare di Parma, Quingento di San Prospero, Castione Marchesi e Vicofertile.
Degna di nota per la sua rarità è una statuetta perfettamente integra riferibile alla cultura dei vasi a bocca quadrata, rinvenuta nel 2006 nella necropoli di Vicofertile all'interno della tomba di una donna, accanto a una piccola olla e a un vaso; la scultura, risalente alla metà del V millennio a.C., rappresenta una figura femminile seduta, probabilmente la Madre Terra, inserita nella sepoltura per proteggere nell'aldilà la defunta, che doveva sicuramente rivestire un ruolo importante all'interno del villaggio; il manufatto, realizzato in ceramica scura, presenta alcune tracce di pittura bianca.

### Età romana, Parma romana, Veleia e Territorio parmense

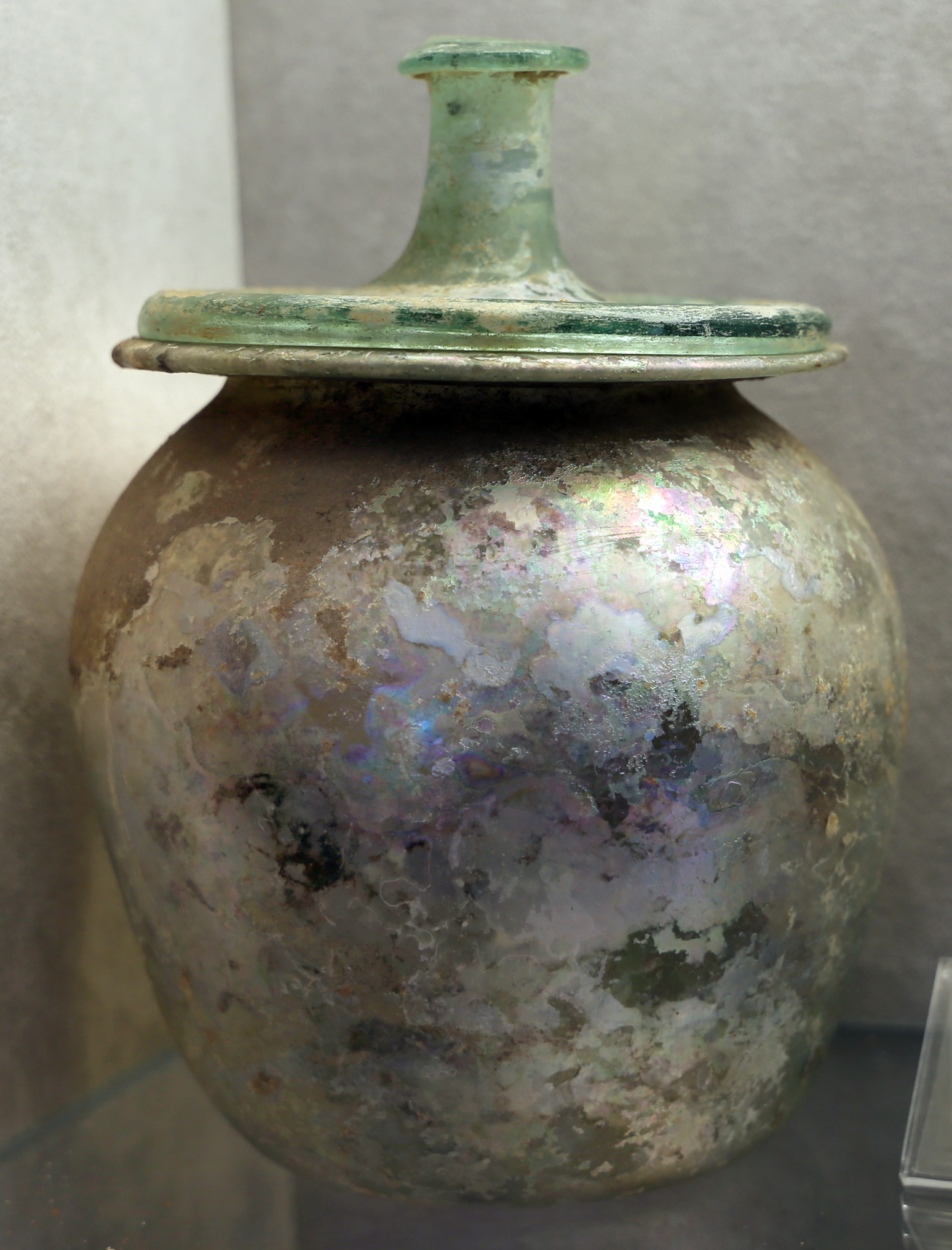
Urna cineraria romana

Le sezioni, in fase di riallestimento, riuniscono materiali rinvenuti tra la città di Parma, fondata nel 183 a.C., e i siti archeologici di Velleia, Luceria e varie località del Parmense; i primi reperti romani, provenienti da Velleia, giunsero al museo tra il 1760 e il 1765, quando, alla morte del duca Filippo di Borbone, gli scavi furono interrotti; successivamente, grazie alla scoperta del sito di Luceria nel 1776, la collezione si arricchì di nuovi oggetti, che verso il 1785 furono accorpati dal direttore Paolo Maria Paciaudi, insieme ad altri provenienti dal capoluogo e da Fornovo di Taro. In epoca napoleonica, nonostante la spoliazione dei pezzi più importanti del museo, l'amministratore ducale Médéric Louis Élie Moreau de Saint-Méry promosse tra il 1803 e il 1805 nuovi scavi a Velleia, che tuttavia non consentirono di arrestare il degrado del sito archeologico. Dopo la Restaurazione e la restituzione delle opere trafugate in Francia, il museo divenne assegnatario di tutti i reperti antichi rinvenuti nel territorio ducale, per volere di Maria Luigia, che nel 1816 intraprese una nuova campagna a Velleia, durata a fasi alterne fino al 1847; la collezione si arricchì così di un notevole patrimonio, proveniente sia da enti religiosi e privati sia da rinvenimenti nel corso di opere pubbliche, che in quegli anni, su impulso della Duchessa, interessarono in particolare la città di Parma. Dopo anni di interruzione, gli scavi veleiati ripresero nel 1876, durante la direzione di Giovanni Mariotti, che vi rinvenne una necropoli dei Liguri veleiati, ma in seguito non avvennero più scoperte di rilievo nel sito. Successivamente il museo si arricchì grazie a scoperte fortuite nel corso di lavori pubblici e privati, avvenute sia in città che in provincia.

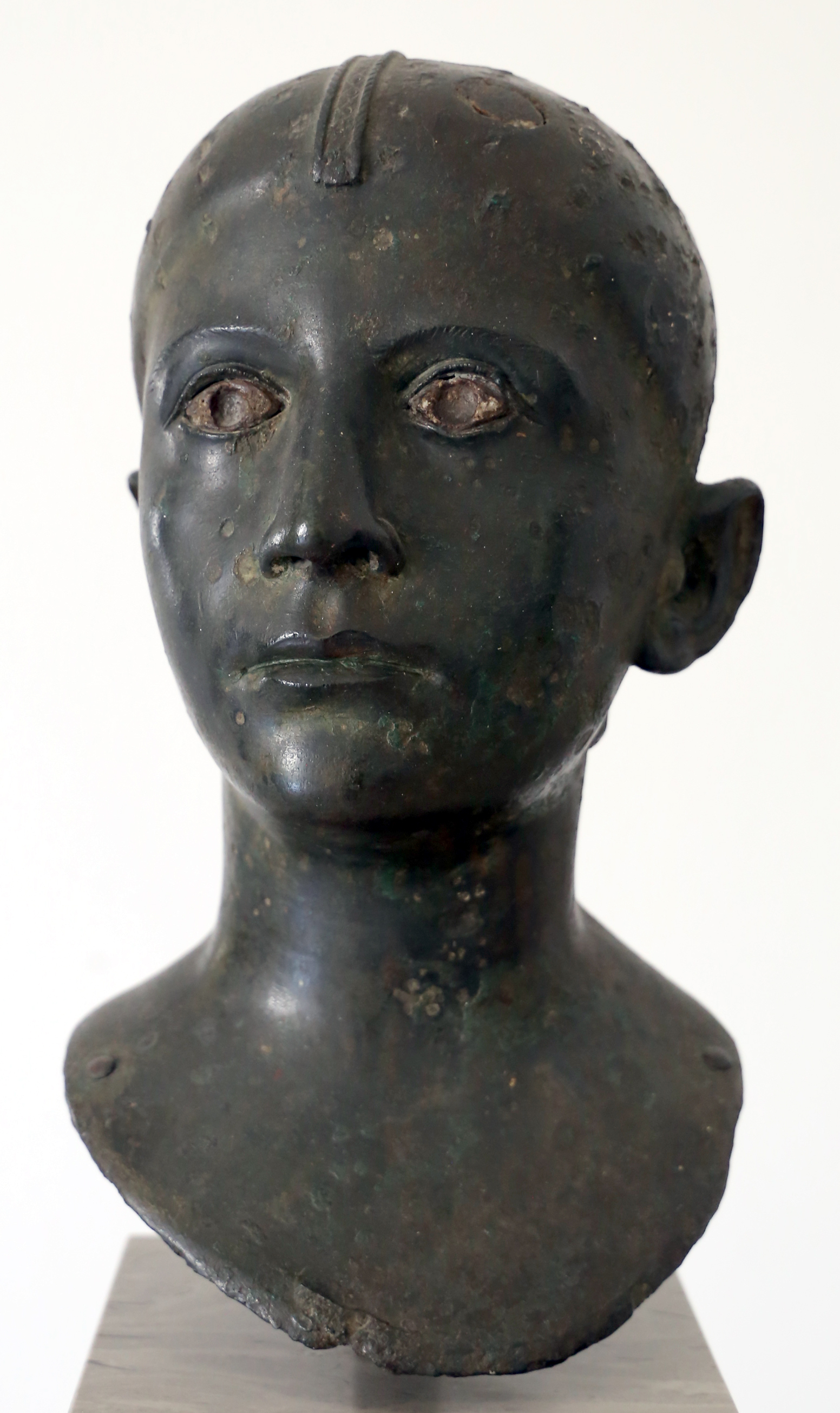
Testa di fanciulla da Velleia, risalente al I secolo a.C.

La collezione, divisa nelle varie sezioni, comprende oggetti etruschi, liguri, romani e longobardi, provenienti da Parma e il Parmense, tra cui sculture, mosaici, epigrafi funerarie, frammenti architettonici, gioielli e utensili, la maggior parte dei quali risalente all'età romana.

#### Veleia

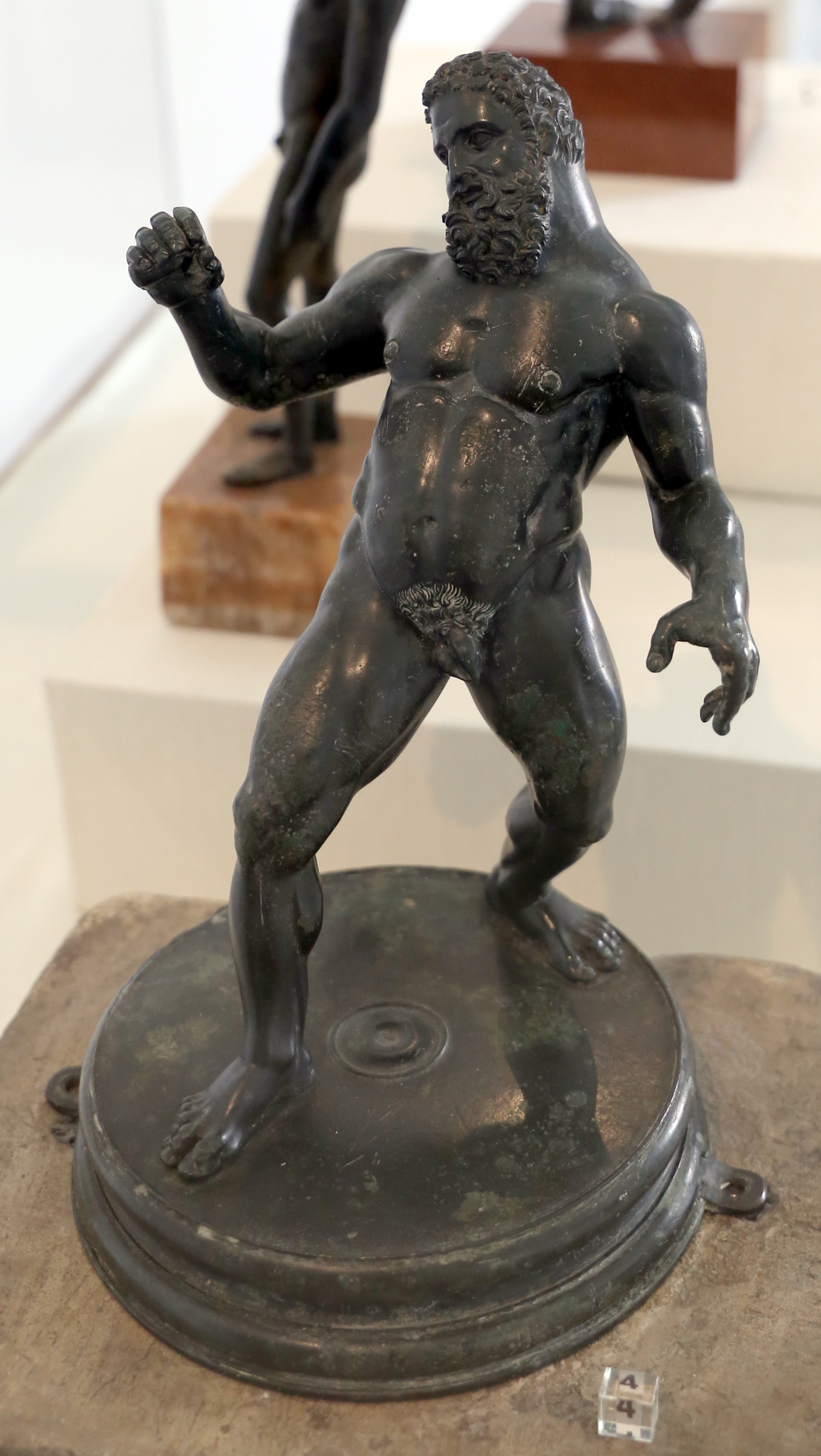
Ercole ebbro da Velleia, risalente al II secolo

Il cuore del museo è costituito dalla sezione dedicata a Velleia, che raccoglie numerosi reperti provenienti dalla città romana, fondata sui resti di un villaggio ligure veleiate nel 158 a.C., in seguito alla conquista romana del territorio, e abitata fino all'incirca al V secolo d.C.

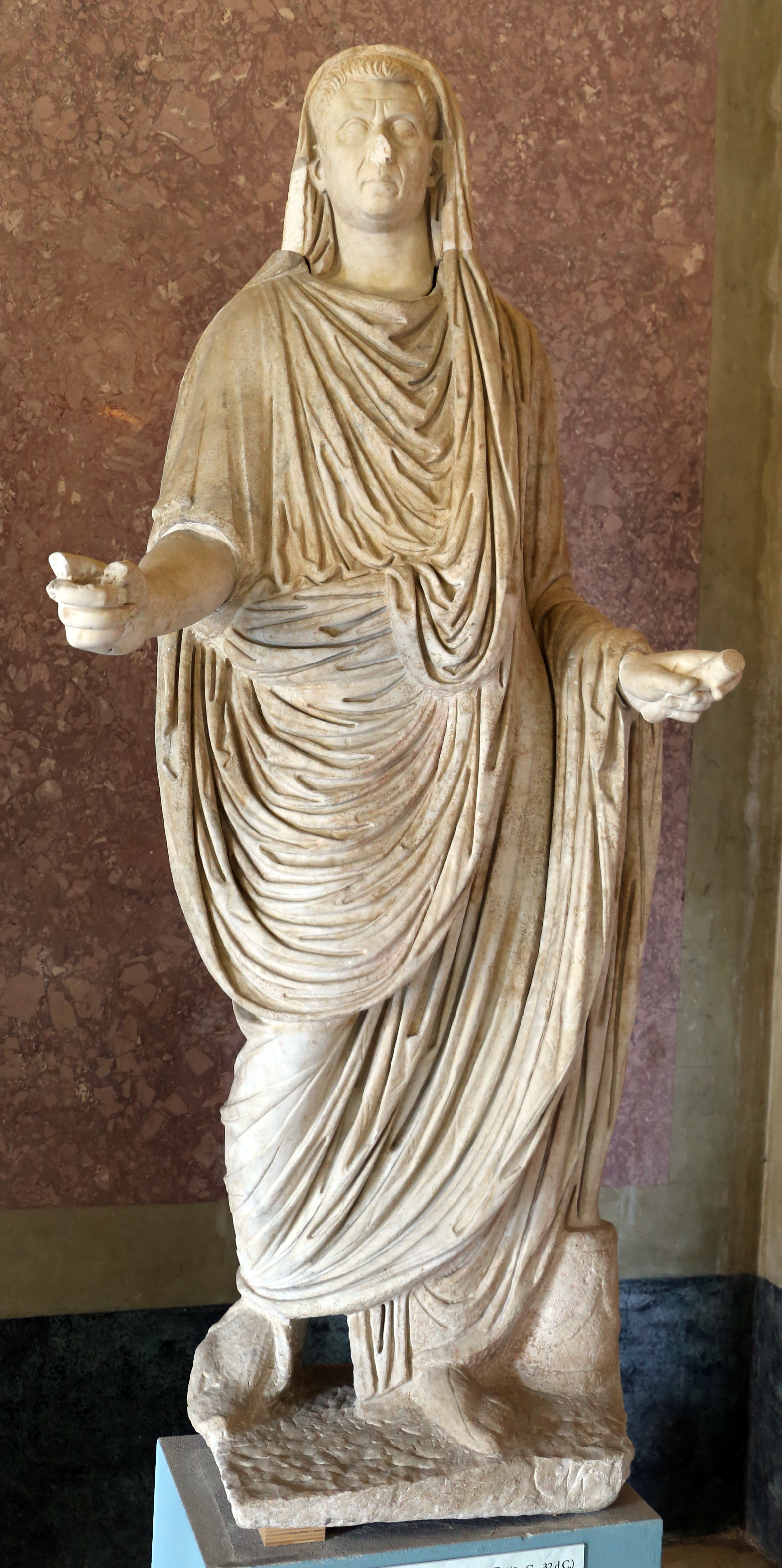
Lucio Calpurnio Pisone da Velleia, risalente al I secolo

La collezione è costituita innanzi tutto da una serie di bronzi figurati, in ottime condizioni di conservazione, tra cui una Testa di fanciulla del I secolo a.C., una Vittoria alata del I secolo d.C., un Ercole ebbro del II secolo d.C. e una coeva Testa di imperatore, raffigurante verosimilmente Antonino Pio.
Di particolare importanza risulta poi il ciclo statuario giulio-claudio, conservato dal 1965 nell'antica sala delle medaglie, oggi chiamata Sala Scaramuzza o delle Statue romane. L'ambiente presenta, incastonato al centro del pavimento, un mosaico romano rinvenuto nel 1833 in una villa a Pontenure, mentre la volta a padiglione, affrescata da Francesco Scaramuzza nel 1845, è ornata con l'allegoria del Trionfo dell'Archeologia nel mezzo, quattro tondi ai lati raffiguranti i busti degli archeologi Giovanni Battista Visconti, Luigi Antonio Lanzi, Johann Joachim Winckelmann e Jean-François Champollion e sul contorno, tra ottagoni contenenti putti, i quattro principali siti archeologici d'epoca romana, etrusca, greca ed egizia, dipinti in chiaroscuro. Il gruppo di sculture, costituito da 12 statue marmoree provenienti dalla basilica a sud del foro di Velleia, raffigura vari membri della dinastia giulio-claudia; realizzato in tre fasi differenti intorno alla metà del I secolo, raccoglie nel primo gruppo le figure di Tiberio, Augusto, Livia Drusilla, Druso maggiore, Druso minore e Lucio Calpurnio Pisone, patrono di Velleia; del secondo gruppo fanno parte Caligola (nella terza fase modificato sostituendo la testa con quella di Claudio), Drusilla e Agrippina maggiore; nel terzo compaiono, accanto al suddetto Claudio, Agrippina minore e un giovane Nerone; infine un'ultima statua viene identificata dagli esperti come raffigurazione di Germanico o di Domiziano.

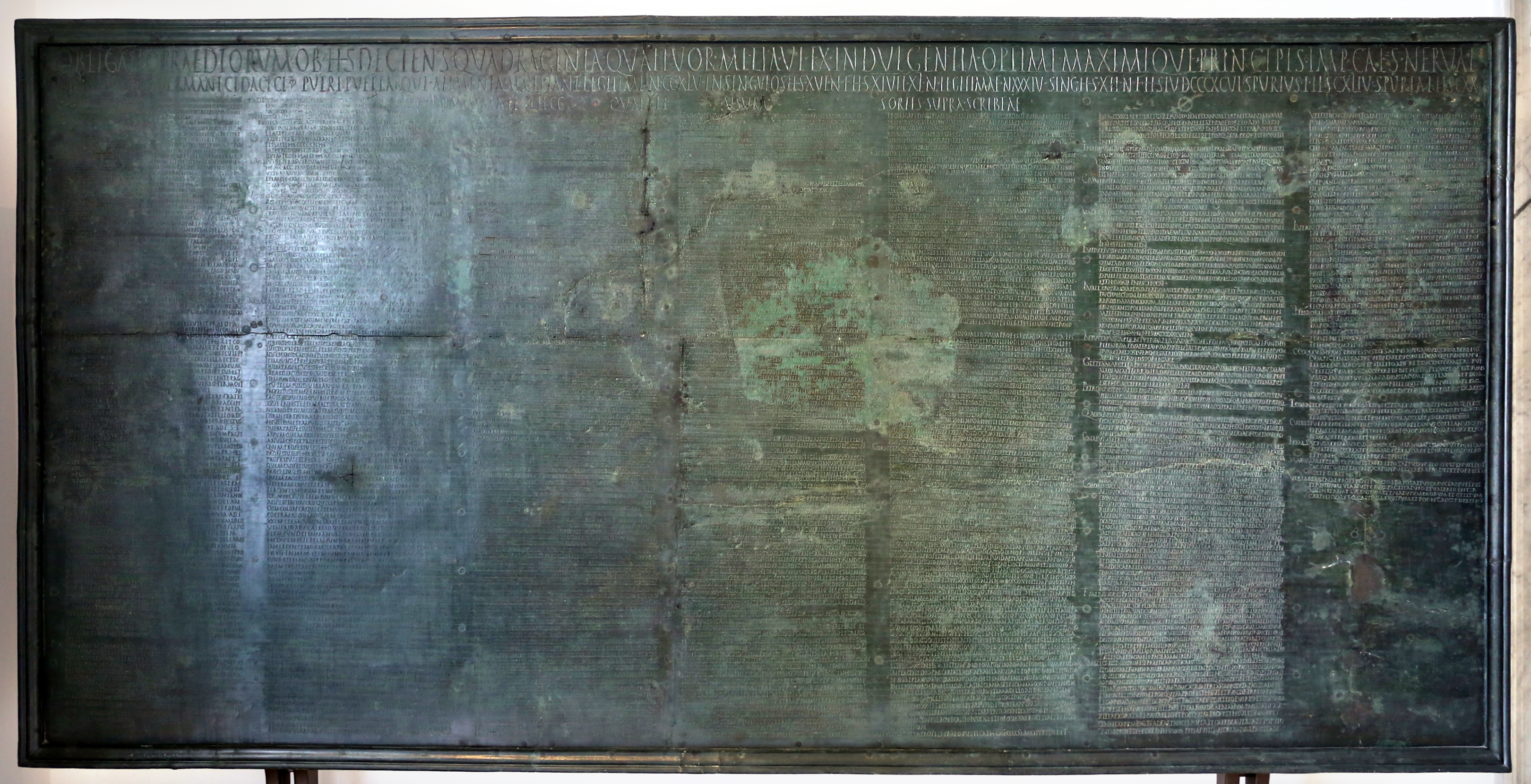
Tabula alimentaria traianea da Velleia, risalente al 102-114 d.C.

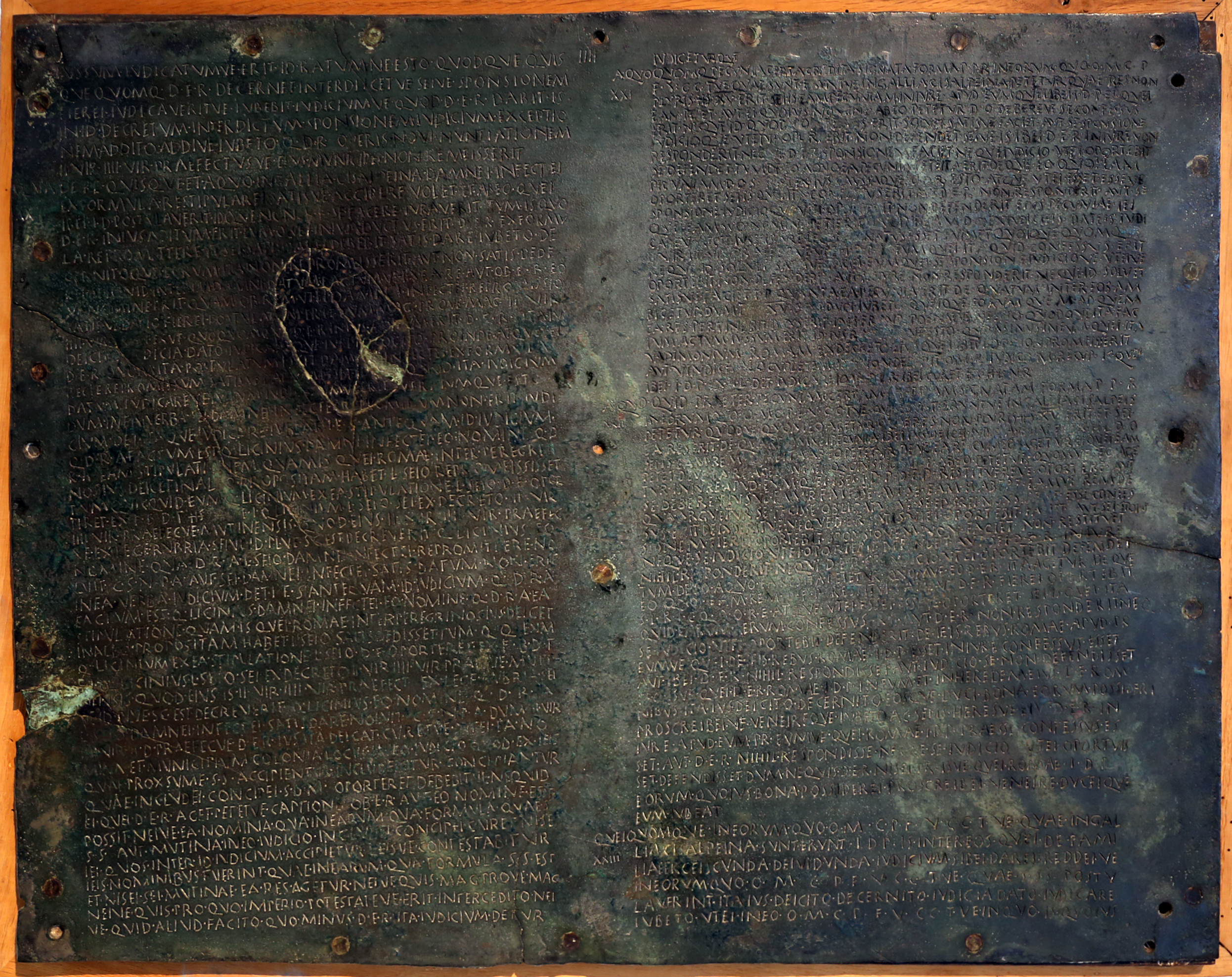
Lex Rubria de Gallia Cisalpina da Velleia, risalente al 49-41 a.C.

Un ruolo di considerevole rilievo è poi assunto dalla tabula alimentaria traianea, che costituisce la più grande iscrizione bronzea romana mai rinvenuta. L'ampia tavola rettangolare, della superficie di circa 3,9 m², fu scoperta fortuitamente nel 1747 dal sacerdote Giuseppe Rapaccioli e venduta a pezzi a più fonderie, ma, prima della sua distruzione, fu individuata come un reperto di notevole antichità e salvata dai conti Giovanni Roncovieri e Antonio Costa; trafugata ancora smembrata in 11 frammenti a Parigi nel 1803, fu restituita dal museo del Louvre nel 1816 e l'anno seguente fu ricomposta e restaurata da Pietro De Lama. L'iscrizione che ricopre la faccia anteriore della lastra si riferisce all'istituzione degli alimenta, prestiti ipotecari versati in due fasi tra il 101 e il 114 dall'imperatore Traiano ai proprietari di terreni nei dintorni di Velleia, i cui interessi, ammontanti al 5% di quanto percepito, erano destinati al mantenimento di giovani poveri nati liberi tra le città di Piacenza, Parma, Libarna e Lucca; la tabula riporta, su sei colonne, i dati dei percettori dei prestiti e delle loro proprietà e l'entità di quanto loro corrisposto.
Il museo espone inoltre la cosiddetta Lex Rubria de Gallia Cisalpina, frammento di una grande lastra bronzea rinvenuto nel 1760 nel portico ovest del foro di Velleia. La tavola rettangolare, realizzata presumibilmente tra il 49 e il 42 a.C., riporta, su due colonne, tre capitoli interi e due parziali della tavola IV di una legge riguardante la Gallia Cisalpina.
La collezione raccoglie inoltre numerosi reperti legati alla vita privata quotidiana, tra cui pinzette, spatole, anelli, fibule, contenitori in vetro per unguenti e strigili per la pulizia del corpo.
Infine, una sezione è dedicata agli oggetti legati al culto domestico dei lari e, d'epoca imperiale, della dea Iside.